# ريتشارد تريفيثيك

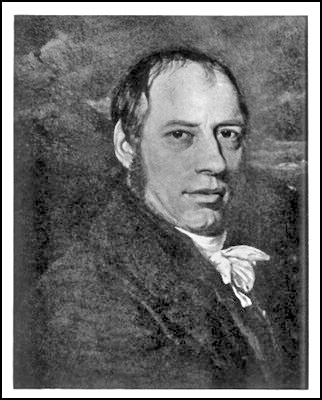
ريتشارد تريفيثيك

ريتشارد تريفيثيك (بالإنجليزية: Richard Trevithick، مواليد: 13 أبريل 1771 - 22 أبريل 1833) هو مخترع بريطاني ومهندس تعدين وكان ابنًا لمشرف تعدين، وولد في مركز التعدين في كورنوال، كان تريفيثيك منغمسًا في التعدين والهندسة منذ سن مبكرة. لم يكن أداؤه المدرسي جيدًا، ولكنه أصبح رائدًا في المحركات البخارية والسكك الحديدية. كان إنجازه الأهم تطوير أول محرك بخاري عالي الضغط. كان أول من بنى قاطرة بخارية بسكة حديدية كاملة. بدأت أول رحلة بالقاطرة البخارية في 21 فبراير في عام 1804، عندما كشف تريفيثيك عن القاطرة البخارية التي ستسحب القطار عبر خط الترام في ميرثير تيدفيل في ويلز.
رغب ريتشارد في توسيع اهتماماته في الخارج، فعمل استشاريًا في مجال التعدين في بيرو، واستكشف بعض المناطق لاحقًا في كوستاريكا. مر ريتشارد بالعديد من التقلبات صعودًا وهبوطًا أثناء فترة عمله المهني، وواجه إفلاسًا ماديًا في فترة من حياته، وعانى من مشاحنات مع العديد من مهندسي التعدين ومهندسي المحركات البخارية في عصره. كان ريتشارد مرموقًا في بداية حياته المهنية في التعدين والهندسة، ولكنه فشل في الحصول على التقدير العام في نهاية حياته المهنية.

## الطفولة والحياة المبكرة
ولد ريتشارد تريفيثيك في تريغاجوران، بين كامبورن وريدروث، في قلب واحدة من أغنى المناطق بالمعادن وأكثرهم ممارسة لمهنة التعدين في كورنوال. كان ريتشارد الذكر الوحيد والطفل الأصغر لعائلة مكونة من ستة أطفال. كان طويلًا للغاية بطول 1.88 متر، وكان مهتمًا بالرياضة اهتمامًا يفوق اهتمامه بالأعمال الدراسية. أُرسل ريتشارد إلى مدرسة القرية في كامبورن، ولم يهتم كثيرًا بالتعليم الذي تلقاه ولم يستفد به، إذ وصفه أحد المعلمين في المدرسة بأنه «طفل فاسد بليد غير مطيع، كثيرًا ما تغيب عن الحضور ولم يعر الدرس انتباهًا كافيًا». كانت الحسابيات استثناءً من هذا الوصف، فقد كانت له شهية تجاه تلك المادة، وكان يصل للإجابات الصحيحة بطرائق غير تقليدية.
كان ريتشارد ابن مشرف التعدين ريتشارد تريفيثيك (1735-1797) وابنًا لابنة عامل المناجم آن تيغ (ماتت في عام 1810). شاهد ريتشارد محركات البخار تضخ الماء من مناجم القصدير العميقة ومناجم النحاس في كورنوال عندما كان طفلًا. كان جارًا لرائد الحاملات البخارية ويليام مردوخ لفترة من الزمن، ولا بد أنه تأثر بتجاربه مع القاطرات البخارية.
بدأ ريتشارد العمل لأول مرة في عمر التاسعة عشر في منجم إيست ستراي بارك. كان ريتشارد شديد الحماس في عمله وسرعان ما نال مكانة الاستشاري، وهي مكانة غير مسبوقة لمن في سنه. كان ريتشارد مشهورًا بين عمال المناجم بسبب احترامهم لمكانة والده.

### الزواج والعائلة
تزوج ريتشارد تريفيثيك من جين هارفي من مدينة هايل في عام 1797. وأنجبوا ستة أطفال:
- ريتشارد تريفيثيك (1798-1872)
- آن إيليس (1800-1877)
- إليزابيث بانفيلد (1803-1877)
- فرانسيس تريفيثيك (1812-1877)
- فريدريك هنري تريفيثيك (1816-1883)

## الحياة المهنية
كان والد جين، جون هارفي، حدادًا من كارنهيل غرين، وكوّن مسبك هارفيز أوف هيل. أصبحت شركته مشهورة عالميًا لبنائها محركات بخارية عملاقة وثابتة لضخ المياه من المناجم في أغلب الأوقات. كانت تلك المحركات من النوع المكثف أو الجوي حتى زمنه، وهو النوع الذي اخترعه لأول مرة توماس نيوكمان في عام 1712، وأصبح معروفًا فيما بعد بمحرك الضغط المنخفض. نال جيمس واط، نيابة عن شراكته مع ماثيو بولتون، عددًا من براءات الاختراع، لجهوده في تحسين كفاءة محرك نيوكمان، ومنها براءة الاختراع عن «المكثف المنفصل»، الذي كان أكثرهم إثارةً للجدل.
أصبح تريفيثيك مهندسًا في منجم دينغ دونغ في عام 1797، وهناك (بالاشتراك مع إدوارد بول) أصبح رائدًا في استخدام المحركات البخارية عالية الضغط. عمل ريتشارد على بناء المحركات البخارية وتعديلها لتجنب الرسوم بسبب براءة اختراع واط عن المكثف المنفصل. حصلت شركة بولتون آند واط على حكم قضائي ضد تريفيثيك في دينغ دونغ، ونشرته في «ماينستاف» و «حتى على أبواب مجلس المحاسبة»، الذي يُمثِّل المبنى الوحيد المتبقي من عصر تريفيثيك، بالرغم من أنه يشبه الحطام حاليًا.
أجرى تريفيثيك بعض التجارب على مكبس المضخ، وهو نوع من المضخات –المحركات البخارية- المستخدمة بصورة واسعة في مناجم قصدير كورنوال، وفيه عكس المكبس لتغييره إلى محرك مولد للطاقة بالمياه.

## المحرك عالي الضغط
أدرك تريفيثيك بعد تطور تجاربه أن تحسينات تكنولوجيا المرجل سمحت بإنتاج آمن للمحركات البخارية عالية الضغط، ما يسمح بتحريك مكبس المحرك تلقائيًا، بدلًا من استخدام ضغط قريب من الضغط الجوي، في المحركات المكثفة.
لم يكن تريفيثيك أول من فكر في «المركبات البخارية» أو المحرك البخاري بـ30 رطل لكل بوصة مربعة. طوَّر ويليام موردوخ نموذجًا لعربة بخارية، في عام 1784، وأطلع تريفيثيك عليها بناءً على طلبه في 1794. في الواقع، عاش تريفيثيك بالقرب من موردوخ في ريدروث بين عامي 1797 و1798. اهتم أوليفر إيفانس بنفس المفهوم في الولايات المتحدة، ولكن لا يوجد ما يشير إلى أنه نال اهتمام تريفيثيك.
وبعيدًا عن ذلك، أجرى آرثر وولف بعض التجارب على الضغوط العالية أثناء عمله في منصب المهندس الأول في غريفين بريوري. صمم هذا المحرك هورنبلور ومابرلي، وكان المُلَّاك (ميوكس ورايد) يشتهرون بامتلاكهم لأفضل محرك بخاري في لندن. اعتقد وولف في 1796 أن بإمكانه الحفاظ على كميات هائلة من الفحم المستهلك.
كان تريفيثيك أول من صنع محرك بخاري عالي الضغط جاهز للعمل في إنجلترا في عام 1799 طبقًا لابنه فرانسيس، بالرغم من أن المصادر الأخرى تفيد أنه اخترع المحرك البخاري عالي الضغط قبل 1797. استطاع المحرك البخاري عالي الضغط إنهاء استخدام المكثف، واستطاع أيضًا استخدام أسطوانة صغرى، ليوفر بذلك مساحةً ووزنًا. استنتج ريتشارد أن محركه يمكنه الآن أن يصير مصمتًا وخفيفًا وصغيرًا بما يكفي لحمل نفسه دون اتصاله بالعربة. (لاحظ أن ذلك لم ينتفع بامتداد البخار، الذي سيُعرف فيما بعد بـ «العمل التوسعي»).

### التجارب المبكرة
بدأ ريتشارد تريفيثيك بناء أول نموذج للمحرك البخاري عالي الضغط (بمعنى القليل من وحدات الضغط الجوي) –والذي كان ساكناً في البداية، ثم تحول لبناء آخر متصل بعربة طريق. استُخدمت أسطوانة مزدوجة العمل، وُزِع فيها البخار بطريقة الصمام رباعي الطرق. كانت تهوية بخار العادم عن طريق أنبوبة عمودية أو مدخنة في الهواء الجوي مباشرةً، وبالتالي استطاع هذا التصميم تجنب استخدام المكثف أو أي انتهاكات لبراءة اختراع واط. تحولت الحركة الخطية مباشرةً إلى حركة دائرية عبر مرفق بدلًا من استخدام حزمة معقدة.

### الشيطان النافث
بنى تريفيثيك أول قاطرة بخارية كاملة الحجم في 1801، في موقع قريب من شارع فور في كامبرون الحالية. (ربما يكون هناك نموذج أقدم من ذلك، مثل الشاحنة البخارية التي بناها جوزيف كونيو في عام 1770) أطلق تريفيثيك على عربته اسم «الشيطان النافث» وعرض نجاحها في حمل ستة ركاب في شارع فور حتى كامبورن هيل في ليلة عيد الميلاد، من تقاطع كامبورن حتى قرية بيكون القريبة. قاد ابن عم تريفيثيك ومساعده أندرو فيفان المركبة. تُعتبر تلك الواقعة أول عرض لوسيلة مواصلات تعمل بالمحركات البخارية.